# 共産貴族
共産貴族（きょうさんきぞく）とは、共産党政権下において、かつての大ブルジョワジーや貴族同様の富と権力を握っている党幹部や官僚、ノーメンクラトゥーラと呼ばれる層を指した一般的呼称。赤い貴族とも呼ばれる（ただし、中華人民共和国では赤い貴族（红色贵族）とは改革開放路線に乗って富を得た富裕層を指すこともある）。北朝鮮では朝鮮労働党の高位幹部やその家族らが豊かさを謳歌しており赤い貴族と呼ばれる。
英語圏ではミロヴァン・ジラスの著書に由来する新しい階級という呼び方が一般的である。

## 起源
その起源はロシア革命にまでさかのぼる。ボリシェヴィキの指導者たちは、貴族や資本家から没収した邸宅を所有し、別荘や専用列車なども所有していた。レーニンは、1921年5月19日のスターリン宛の書簡で以下を書いた。